# 八草車站
八草站（日语：／ Yakusa eki */?）是位於愛知縣豐田市八草町字石坂。為愛知環狀鐵道及愛知高速交通之車站。有愛知工業大學前之副站名。車站編號部分，愛知環狀鐵道線為18，東部丘陵線為L09。

## 概要
起源於1988年（昭和63年）1月時，愛知環狀鐵道（愛知環狀鐵道線）單獨設立本站為始。開業當時之站名雖和現今同稱為「八草站」，但於2004年（平成16年）10月時改稱為「萬博八草站」。於隔年2005年（平成17年）3月時，由藤之丘站開往到本站之愛知高速交通東部丘陵線（Linimo）開業，本站為此兩路線之轉乘站。
對在Linimo開業後不久後開始舉行之2005年日本國際博覽會（愛知萬博）來說，本站和藤之丘站相連接後，成為重要之交通孔道。除了站內設施也大幅度地修繕之外，其中包括增設臨時站體、臨時月台以及公車總站等，以應付眾多觀光客源之需求。
萬博結束後，愛知環狀鐵道於2005年10月起、Linimo則於2006年（平成18年）4月起，將站名改回以往的「八草站」。而在萬博結束之後，將當時增設之站體等設施的規模縮減後來使用。

## 車站結構

### 愛知環狀鐵道線
為地面車站，擁有2面2線之側式月台。站體為設置在月台上方之跨站式站房，並與愛知高速交通東部丘陵線之八草站高架部（剪票口）互相連繫。

#### 月台配置
| 月台 | 路線            | 目的地                     |
| ---- | --------------- | -------------------------- |
| 1    | ■愛知環狀鐵道線 | 新豐田、北野桝塚、岡崎方向 |
| 2    | ■愛知環狀鐵道線 | 瀨戶市、高藏寺方向         |

### 愛知高速交通東部丘陵線
為高架式車站，擁有1面2線之島式月台。為有站務員配置站。為了乘客們之安全起見在第1、2月台上設有可動式月台門。
本站於出入口設置3座電梯與站內設置1座電梯以配合無障礙環境。

#### 月台配置
| 月台 | 路線        | 目的地                      |
| ---- | ----------- | --------------------------- |
| 1    | ■東部丘陵線 | 下車專用                    |
| 2    | ■東部丘陵線 | 愛·地球博紀念公園、藤丘方向 |

## 使用情況
- 愛知環狀鐵道 - 2018年度1日平均上下車人次為6,130人。
- 愛知高速交通 - 2018年度1日平均上下車人次為7,251人。

各年度1日平均上下車人次如下表。
| 年度               | 愛知環狀           | Linimo             | 來源   |
| 年度               | 1日平均 上下車人次 | 1日平均 上下車人次 | 來源   |
| ------------------ | ------------------ | ------------------ | ------ |
| 2002年（平成14年） | 1,838              | 未開業             | [ 1 ]  |
| 2003年（平成15年） | 1,924              | 未開業             | [ 1 ]  |
| 2004年（平成16年） | 3,500              | 17,818             | [ 1 ]  |
| 2005年（平成17年） | 27,433             | 24,390             | [ 1 ]  |
| 2006年（平成18年） | 3,565              | 4,435              | [ 1 ]  |
| 2007年（平成19年） | 4,075              | 5,033              | [ 2 ]  |
| 2008年（平成20年） | 4,367              | 5,472              | [ 3 ]  |
| 2009年（平成21年） | 4,532              | 5,682              | [ 4 ]  |
| 2010年（平成22年） | 4,631              | 5,732              | [ 5 ]  |
| 2011年（平成23年） | 4,811              | 5,886              | [ 6 ]  |
| 2012年（平成24年） | 5,003              | 6,093              | [ 7 ]  |
| 2013年（平成25年） | 5,394              | 6,412              | [ 7 ]  |
| 2014年（平成26年） | 5,061              | 6,412              | [ 7 ]  |
| 2015年（平成27年） | 5,446              | 6,854              | [ 8 ]  |
| 2016年（平成28年） | 5,652              | 6,671              | [ 9 ]  |
| 2017年（平成29年） | 6,139              | 7,294              | [ 10 ] |
| 2018年（平成30年） | 6,130              | 7,251              | [ 11 ] |

## 相鄰車站
愛知環狀鐵道
■愛知環狀鐵道線
篠原（17）－八草（18）－山口（19）
愛知高速交通
■東部丘陵線（Linimo）
陶瓷資料館南（L08）－八草（L09）

## 外部連結
- 八草站 （页面存档备份，存于） - 愛知環狀鐵道
- 八草站 （页面存档备份，存于） - 愛知高速交通